# 細川茂樹・若林史江の株式講座〜スタイリッシュ投資ライフ〜
細川茂樹・若林史江の株式講座〜スタイリッシュ投資ライフ〜（ほそかわしげき・わかばやしふみえのかぶしきこうざ スタイリッシュとうしライフ）、細川茂樹の株式講座~スタイリッシュ投資ライフ~はKBCラジオ(九州朝日放送)などで放送されていたラジオ番組。2007年4月放送開始。ニッポン放送、東海ラジオは2007年10月ネット開始。
2008年6月までは細川茂樹と若林史江が出演していたが、若林の降板で題名から「若林史江」が外れた。
2009年3月終了。

## 概要

### 2008年3月まで
細川と若林が「初めて株を購入した時の話」や「株式証券の電子化」のような株式に関係した話をする。

### 2008年4月から
細川と月替わりのゲストのみで株に関係した話をする。その後、別の場所にいる若林がリスナーに対して株に関する話をする。若林降板後はほとんど細川とゲストとの話のみになる。

## ネット局（2008年4月時点）
- 九州朝日放送：日曜 12:05～12:15（サンデーおすぎ内）
  - 2008年3月までは日曜11:35～11:40、2008年9月までは11:20～11:30でKBCサンデーミュージックカウントダウン内に放送。
- STVラジオ：日曜 17:40～17:50
  - 2008年3月までは日曜14:40～14:45でサンデーミュージックファイター内に放送。
- ニッポン放送：日曜 6:45～6:55　
  - 2008年3月までは日曜20:55～21:00に放送。
- 東海ラジオ：土曜 8:35～8:45で天野良春"リアル"内に放送。
  - 2008年3月までは日曜11:45～11:50に放送。
- 朝日放送：日曜 8:20～8:30
  - 2007年9月までは月曜17:55～18:00、2008年3月までは日曜12:45～12:50に放送。